# Girolamo Morone
Girolamo Morone (Milano, 1470 – Firenze, 15 dicembre 1529) fu un nobiluomo e politico milanese, luogotenente generale
e gran cancelliere del Ducato di Milano, creato conte di Lecco dal duca Francesco II Sforza.

## Biografia
Appartenente a una famiglia della media nobiltà milanese, Girolamo Morone ebbe una notevole parte nella vita pubblica milanese e portò notevole fortuna alla propria stirpe. Dal 1499 al 1512 parteggiò inizialmente per i re di Francia che avevano conquistato il Ducato di Milano. Successivamente divenne un fedele del nuovo duca, Massimiliano Sforza, che si servì di lui come ambasciatore presso papa Leone X e che per compenso dei suoi servigi gli concesse la contea di Lecco (1513). Quando nel 1515 i francesi riconquistarono Milano, il Morone cercò di trattare la resa per il suo Duca, soprattutto cercando vantaggi per sé, ma senza molta fortuna, perché i Francesi diffidavano ormai di lui.
Quando nel 1521 gli Sforza vennero nuovamente restaurati a Milano con Francesco II Sforza, Girolamo divenne senatore. Dopo la vittoria di Carlo V nella battaglia di Pavia (1525), accogliendo una proposta di papa Clemente VII, il Morone trattò per la formazione di una lega tra gli stati italiani e la Francia, illudendosi di avere l'appoggio di Fernando Francesco d'Avalos, marchese di Pescara, comandante delle milizie imperiali in Italia, offrendogli in cambio la corona di Napoli. Il d'Avalos però lo tradì, rivelò la congiura e lo fece imprigionare.
In seguito a questi eventi, Girolamo Morone decise di seguire fedelmente le fortune imperiali: accompagnò l'esercito del Frundsberg al sacco di Roma del 1527, fu poi nominato commissario generale dell'esercito per l'impresa di Napoli con l'Orange, infine caldeggiò la spedizione in favore dei de' Medici contro la restaurata Repubblica di Firenze.

## Discendenza
Dal matrimonio con Amabilia Fissiraga, lodigiana, ebbe diversi figli. 
- Giovanni Antonio (ca. 1505-ca. 1539), I conte di Ponte Curone
- Sforza (? - 1570), II conte di Ponte Curone. Sposò Camilla Doria, figlia di Antonio Doria
- Giovanni Gerolamo (1509-1580), cardinale
- Anna, sposò Massimiliano Stampa, marchese di Soncino
- Eleonora, sposò Gerolamo Botta, marchese di Fortunago
- Angela, sposò Adalberto Pallavicino (?-1570), figlio naturale di Galeazzo I Pallavicino, marchese di Busseto[2]
- Amabilia, sposò Catellano Gallarati